# Comté de DeKalb (Tennessee)
Pour les articles homonymes, voir Comté de DeKalb.
Le comté de DeKalb est un comté de l'État du Tennessee, aux États-Unis.